# Magdalena Dávalos y Maldonado
María Magdalena Dávalos y Maldonado o Magdalena Antonia Dávalos y Maldonado. (Chambo o Colta, 1725 - Guano, 8 de enero de 1806) Era amante de la pintura, la literatura y música. Fue la única mujer que perteneció a la Sociedad Patriótica de Amigos del País de Quito o Escuela de la Concordia, fundada en 1791 por Eugenio Espejo.

## Biografía

### Origen
Nacida, según unos, en la comunidad de Chambo, y otros, en la de Colta, ambas muy próximas a la ciudad de Riobamba, en 1725. Era la cuarta hija del general José Dávalos Sotomayor y Villagómez y Rosa Elena Maldonado Sotomayor y Palomino, hermana a su vez de Ramón Maldonado Sotomayor y Palomino, I Marqués de Lises. Fue bautizada el 9 de febrero de 1725, en la misma comunidad de su nacimiento. Lugar en el cual sus padres eran propietarios de varias haciendas.
Era sobrina del científico, político, físico, matemático, astrónomo, topógrafo y geógrafo ecuatoriano Pedro Vicente Maldonado Sotomayor. Su hijo, José Antonio, fue fundador de la nueva Riobamba. Por otra parte, su nieto, Ignacio José, fue prócer de la independencia de Ecuador.

### Influencia cultural familiar
El influjo cultural impregnado por sus progenitores y desarrollado en un ambiente familiar que compartió con sus hermanos, le permitió desplegar sus cualidades culturales y artísticas, que la llevaron a convertirse en una mujer de gran ilustración con especial destreza para los idiomas como el francés e irrumpir en la literatura, el canto y la música.

### Matrimonio  y descendencia
En 1738 se casó con Juan Manuel de Lizarzaburu, miembro de una familia, de origen vasco con importante actuación en la historia del Ecuador, especialmente en la ciudad de Riobamba, entre los siglos XVII al XX. De dicho matrimonio nació un solo hijo: José Antonio de Lizarzaburu y Dávalos; el que luego de acaecido el terremoto del 4 de febrero de 1797, que destruyó la antigua villa de San Pedro de Riobamba, en su calidad de"Alcalde de Primer Voto", dirigió las acciones del reasentamiento de la misma cerca de las llanuras de Tapi, donde donó un extenso arenal para que allí se fundara la nueva Villa; siendo un dinámico organizador de su construcción y traslado de la población a la misma. Acción por la cual pasó a ser considerado el fundador de la nueva San Pedro de Riobamba. Hijo de aquel es Ignacio José de Lizarzaburu, prócer de la independencia de Ecuador.

### Reconocimiento
Entre 1738 y 1743, en la hacienda llamada Sabañag y en la quinta conocida como Elén, ubicada en la jurisdicción del hoy cantón Guano, en la que existía una excelente biblioteca y una copiosa mapoteca, fue visitada por varias ocasiones, por los científicos de la misión geodésica francesa encargada de medir un grado de longitud en el ecuador terrestre, en los territorios de la, en aquel entonces, Real Audiencia de Quito, que actualmente forman parte de la República del Ecuador.
Entre dichos científicos, el más conocido y prestigioso de ellos, Charles Marie de La Condamine, amigo de su tío Pedro Vicente Maldonado, admiró su gran educación, al igual que la de sus dos hermanas: María Estefanía y María Josefa, a quienes las denominó como “las Musas francesas de la provincia de Quito”, por sus virtudes artísticas, su asombrosa sapiencia y versado conocimiento  del idioma francés.
Aproximadamente, en el año 1760, a la misma quinta Elén, también arribó, el jesuita italiano Mario Cicala, autor de la obra «Descripción Histórica Topográfica de la Provincia de Quito», el cual quedó fuertemente impresionado sobre la gran preparación intelectual de las tres hermanas Dávalos Maldonado.

### Miembro de la Escuela de la Concordia
Eugenio Espejo, quien residió en la ciudad de Riobamba alrededor del año 1780, tuvo la oportunidad de conocer de sus grandes dotes culturales y artísticos; considerándose que, posteriormente, aquel intervino a fin de que, ella, integre en la que luego se conoció como Sociedad Patriótica de Amigos del País de Quito o Escuela de la Concordia.
En noviembre de 1791, integró dicha sociedad, compuesta de 25 miembros, en calidad de socia supernumeraria, de la cual era su secretario y promotor Francisco Javier Eugenio de Santa Cruz y Espejo. Siendo la única mujer en formar parte de la misma y en la que también, entre otros personajes ilustres, constaron conformándola: Miguel de Jijón y León, primer conde de Casa Jijón; Juan José Guerrero y Matheu, quinto conde de Selva Florida; Juan Pío de Montúfar y Larrea, segundo marqués de Selva Alegre monseñor José Antonio Pérez Calama, que fuera obispo de Quito; Francisco Javier Salazar; fray Francisco de la Graña; Ramón  Yépez; doctor Juan José Boniche y Luna; teniente Juan Larrea y Villavicencio; monseñor y doctor José Cuero y Caicedo que también fue obispo de Quito; doctor Juan Pablo Arenas y Lavayen, José Xavier de Ascázubi y Matheu; Antonio Nariño;  Francisco Antonio Zea; y, coronel Jacinto de Bejarano y Lavayen.
Esta sociedad o escuela, que fue creada con la intención de promover y desarrollar la agricultura, las artes y la industria; así como el propiciar (de forma reservada) la difusión de nuevas ideas políticas, fue la que editó el periódico llamado Primicias de la Cultura de Quito. Periódico que fue el primero que circuló en la Presidencia de la Real Audiencia de Quito; divulgando y propagando trascendentes problemas sociales y culturales de la colonia.

### Fallecimiento
Falleció en su quinta de Elén, comunidad de Guano, el 8 de enero de 1806; siendo sepultada en Riobamba, en la iglesia de San Francisco, cuya edificación se la realizó con el apoyo de su hijo José Antonio. Además de destacarse como mujer talentosa amante de la literatura, el canto y la música, se conoce que fue una filántropa al proteger a muchas personas que recurrieron a su generosidad.

## Distinciones
A fin de honrar su memoria la ciudad de Riobamba le ha dedicado una de sus más importantes escuelas, y una pequeña calle.

## Confusión
No debe ser confundida ni unida ni mezclada su vida y obras con la de su hermana mayor, María Estefanía Dávalos y Maldonado; siendo que fue aquella, y no Magdalena, la que ingresó, en 1742, como novicia en el Monasterio de Nuestra Señora del Carmen de Latacunga, en la ciudad de Quito, pasando a ser conocida con el nombre de Sor María Estefanía de San José. Monja a quien se atribuye la autoría de hermosas obras pictóricas y esculturas que se encuentran hoy en el Museo Nacional del Banco Central del Ecuador y templos de la ciudad de Quito. Por lo que forma parte de los artistas de la llamada Escuela Quiteña.